# Спиридово (Андреапольський район)
Спиридово (рос. Спиридово) — присілок в Андреапольському районі Тверської області Російської Федерації.
Населення становить 84 особи. Входить до складу муніципального утворення Андреапольський округ.

## Історія
Від 2006 до 2019 року входило до складу муніципального утворення Хотилицьке сільське поселення.

## Населення
| 2002 | 2010 |
| ---- | ---- |
| 103  | ↘84  |